# 福民乡 (海伦市)
福民乡，是中华人民共和国黑龙江省绥化市海伦市下辖的一个乡镇级行政单位。

## 行政区划
福民乡下辖以下地区：
众福村、福民村、自由村、志诚村、万福村、海民村、永兴村和济民村。